# Могамад Ґаммуді
Могамад Ґаммуді  (араб. محمد التليلي بن عبدالله; 11 лютого 1938) — туніський легкоатлет, олімпійський чемпіон.

## Біографія
Народився 11 лютого 1938 року у невеликому містечку Сіді-Аіш, вілаєт Гафса, Туніс.
Привернув до себе увагу після участі у Середземноморських іграх 1963 року в Неаполі, де він здобув золоті медалі на дистанціях 5000 та 10000 метрів. Через 4 роки, на наступних іграх у Тунісі він повторив своє досягнення, знову здобувши 2 золоті медалі.
За свою спортивну кар'єру тричі брав участь у Олімпійських іграх, щоразу здобуваючи медалі.

## Виступи на Олімпіадах
| Олімпіада   | Дисципліна           | Місце     | Результат   |
| ----------- | -------------------- | --------- | ----------- |
| Токіо 1964  | біг на 5000 метрів   | 1 h3 r1/2 |             |
| Токіо 1964  | біг на 10 000 метрів | 2         | 28.24,8 хв. |
| Мехіко 1968 | біг на 5000 метрів   | 1         | 14.05,0 хв. |
| Мехіко 1968 | біг на 10 000 метрів | 3         | 29.34,2 хв. |
| Мюнхен 1972 | біг на 5000 метрів   | 2         | 13.27,4 хв. |
| Мюнхен 1972 | біг на 10 000 метрів | AC        |             |

## Особисті рекорди
- Біг на 5000 метрів — 13:27.33 хв. (1972).
- Біг на 10000 метрів — 27:54.69 хв. (1972).